# Kalapalo

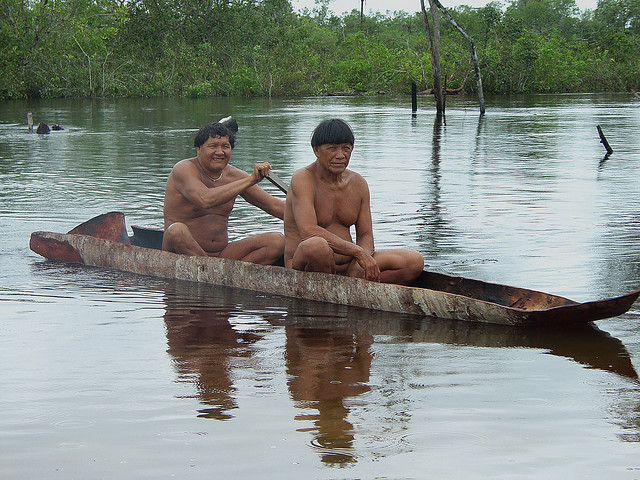
Deux Kalapalo en canoë.

Les Kalapalo (ou Kalopalos) sont l'un des 17 peuples amérindiens à habiter le Parc Indigène du Xingu dans le Haut-Xingu au Mato Grosso. Ils sont également l'un des quatre peuples de langue caribe de ce même parc, et font partie du complexe culturel du Haut-Xingu.

## Histoire
Le dialecte caribe des Kalapalos démontre qu'ils n'ont pas toujours habité le Haut-Xingu. Leurs parents linguistiques les plus proches sont les Mafiritare et les Hixkaryana, tribus que l'on rencontre au sud du Venezuela et de la Guyane. Les Kalapalos et ces tribus ont également en commun certains rituels. 
Leur migration vers le fleuve Xingu est probablement due aux contacts violents avec les Espagnols au milieu du XVIIIe siècle.
En 1945, ils sont la première tribu du Haut-Xingu à être visitée par les frères Villas-Bôas, employés par le gouvernement pour construire une base aérienne dans la région. Ils étaient soupçonnés d'avoir assassiné l'explorateur britannique Percy Fawcett une vingtaine d'années auparavant et l'un des frères, Orlando, les interrogea à ce sujet. Celui-ci en vint à la conclusion que Fawcett avait été tué par le chef des Kalapalos mais sans apporter de preuves concrètes.  Sur son lit de mort, le chef des Kalapalos, Ixarari, confessa le meurtre à Orlando Villas Boas. Fawcett aurait été tué pour un différend entre lui et le chef qui ne voulait pas fournir à l'explorateur des porteurs et de nouvelles embarcations.  Le successeur de Ixarari indiqua à Orlando le lieu où était enterré l'explorateur et le corps fut exhumé et envoyé aux experts de l'institut royal d'anthropologie de Londres qui conclurent qu'il ne s'agissait pas du corps de Fawcett.

## Mœurs et coutumes
Avant 1961, date de la création du parc indigène du Xingu, les Kalapalos vivaient au confluent des fleuves Tanguro et Culuene, ce dernier étant un affluent du Xingu. Depuis, le gouvernement brésilien les a convaincus de s'établir à proximité du poste Leonardo, afin qu'ils soient plus près d'éventuels traitements médicaux. Cependant, ils retournent fréquemment à leurs anciens villages où ils peuvent cultiver le manioc et le coton et où ils peuvent cueillir des mollusques à des fins artisanales.
Les Kalapalos ont un rigoureux code d'éthique établi par eux qui les distinguent des autres peuples habitant le Haut-Xingu. Ils partagent tout collectivement, leur culture comme leur pêche. Les querelles et les bagarres publiques sont une violation grave de leur code et sont punies. Ils s'interdisent la chasse aux animaux terrestres à fourrure, se contentant pour manger d'animaux aquatiques dont les poissons.